# Француски Антарктик
Француски Антарктик (фр. France Antarctique) је назив пропале француске колоније на простору данашњег Рио де Жанеира, која је постојала од 1555. године до 1567. године, и контролисала обалу од данашњег Рио де Жанеира до данашњег града Кабо Фрио.

## Историја
Иако је Бразил био откривен већ пуних 50 година, од стране Португалаца, португалске колоније се нису шириле даље од Залива Свих Светих, па је остатак територије био прилично неистражен. Тако је 1. новембра 1555. године француски протестант, вицеадмирал и витез, Николас Дуран Де Вилгањон (Nicolas Durand de Villegaignon), командујући малом флотом са око 600 војника и колониста населио острво Serigipe у заливу Гуанабара, насупрот данашњег Рија. Овдје је саграђена прва тврђава Фор Колињи, по адмиралу Колињиу који је подржавао експедицију. Селу које је настало у близини, Вилгањон је дао име Henriville у част Анрија II, краља Француске, који је такође подржавао експедицију. Ипак ова колонија није добила никакву помоћ од француске круне, што због тога што се увелико окренула Квебеку у Канади, што због чињенице да је ова колонија кршила папин печат из 1493. године (касније познат као Споразум из Тордесиљаса), који је дозвољавао подјелу овог дијела новог свијета само између Шпаније и Португалије.
Португалци нису давали превише значаја овој инвазији, па је Вилгањон већ сљедеће године проширио своју колонију доводећи нове колонисте, овај пут швајцарске калвинисте из Женеве, у три брода. Положај колоније је био појачан склапањем савеза са Индијанцима из племена Tamoio и Tupynambá, који су се борили против Португалаца.
1560. године, тадашњи генерални гувернер Бразилских колонија Мем де Са, добија наредбу од португалски круне да истјера Французе из Бразила. Флота од 26 ратних бродова и 2 000 војника је напала утврду Coligny и у три дана напада је уништила. Становништо и браниоци тврђаве су успјели, уз помоћ Индијанаца, да побјегну на копно, гдје су наставили даље живот. Пожуриван од стране двојице језуитских свештеника, Мем де Са шаље свог братића Estácio de Sá да протјера Французе заувијек. Estácio, 1. марта, 1565. године оснива град Рио де Жанеиро који му служи као почетна тачка у свим нападима на Французе. Потпомогнут послије са додатним војним појачањем 20. јануара, 1567. године, Естасио напокон протјерује Французе из Бразила, али након мјесец дана умире од посљедица рањавања у борбама. Сан двојице француских адмирала је трајао преко 12 година.
Овај догађај, заједно са француским нападима на Бразил, на подручју данашње државе Марањао, између 1612. године и 1615. године, натјерао је португалску круну да активније почне колонизацију Бразила и да му већи значај у Португалском царству.

## Француски Антарктик у књижевности
Француски писац и љекар Жан-Кристоф Рифен је написао књигу „Црвени Бразил“ (или „Крвави Бразил“, у зависности од преводиоца – француски: Rouge Brésil), која говори о француском витезу Де Вилгањону који ствара француску колонију на простору данашњег Рио де Жанеира. Писац је за ову књигу 2001. године, добио Гонкурову награду.
Аустријски писац Штефан Цвајг, написао је књигу Бразил: Земља будућности, у којој описује Де Вилгањона и његов поход на Бразил.